# Walther von Hünersdorff
Walther von Hünersdorff (Caïro, 28 november 1898 - Charkov, 17 juli 1943) was een Duitse officier en Generalleutnant tijdens de Tweede Wereldoorlog.

## Leven

### Eerste Wereldoorlog
Op 9 augustus 1915 trad Hünersdorff als aspirantofficier in dienst van het Husaren-Regiment „von Schill“ (1. Schlesisches) Nr. 4. Met dit regiment nam hij aan de Eerste Wereldoorlog deel, en werd aan het westfront ingezet. Op 19 oktober 1916 werd hij bevorderd tot Leutnant en werd tijdens het verloop van de oorlog als ordonnansofficier en als adjudant ingezet. Na het einde van de oorlog werd hij overgenomen in de Reichswehr.

### Interbellum
In de Reichswehr werd Hünersdorff ingedeeld bij het 7. (Preußisches) Reiter-Regiment. In 1922 werd hij overgeplaatst naar het 11. (Preußisches) Reiter-Regiment. In de zomer van 1925 werd hij tot Oberleutnant bevorderd. In het voorjaar van 1926 werd hij als Oberleutnant bij de regimentsstaf in Neustadt geplaatst.

### Tweede Wereldoorlog
Tijdens het begin van de oorlog, werd Hünersdorff Ersten Generalstabsoffizier (Ia) bij de 253e Infanteriedivisie. Op 25 oktober 1939 werd hij la bij het 2e Legerkorps benoemd. Na de slag om Frankrijk volgde op 12 september 1940 de benoeming tot chef van de Generale Staf van het 15e Gemotoriseerde Korps (XV. Armeekorps). Midden november 1940 volgde de omvorming van het 15e Gemotoriseerde Korps in de Pantsergroep 3.
Vanaf 22 juni 1941 werd de Pantsergroep 3 aan het Oostfront ingezet. Op 1 juli 1941 werd Hünersdorff bevorderd tot Oberst I.G.. Op 1 januari 1942 werd de Pantsergroep 3 (Panzergruppe 3) hernoemd in het 3e Pantserleger. Op 26 januari 1942 werd hij voor zijn verdienste aan het Oostfront met het Duits Kruis in goud onderscheiden. Op 1 juli 1942 werd Hünersdorff tot commandant van het 11e Pantserregiment benoemd. In de winter van 1942/43 neemt hij met zijn regiment deel aan een ontzettingsaanval voor de ingesloten troepen in Stalingrad. Voor zijn verdienste bij deze ontzettingsaanval werd Hünersdorff op 22 december 1942 met het Ridderkruis van het IJzeren Kruis onderscheiden. Begin februari 1943 nam hij subsidiair het commando van de 6e Pantserdivisie over. Op 1 mei 1943 werd Hünersdorff bevorderd tot Generalmajor en tot commandant van de 6e Pantserdivisie benoemd. Met deze divisie nam aan de slag om Koersk deel.

### Gesneuveld
In de morgen van 13 juli werd  hij door een schampschot licht verwond. Maar in de namiddag van dezelfde dag werd hij door een schot van een scherpschutter zwaargewond, een fragment van zijn stalen helm was zijn hersenen binnengedrongen. Hij werd met een Fieseler Storch naar een militair hospitaal in Charkov gevlogen. Daar werd hij door Oberstarzt der Reserve (Luftwaffe) Tönnis, een neurochirurg tevergeefs geopereerd. Op 14 juli werd Hünersdorff in het militair hospitaal met het Eikenloof bij zijn Ridderkruis van het IJzeren Kruis onderscheiden. Op 17 juli overleed Hünersdorff ten gevolge van zijn verwonding. Hünersdorff werd in het bijzijn van zijn vrouw, een Rode Kruis-zuster in Charkov werkzaam, begraven.

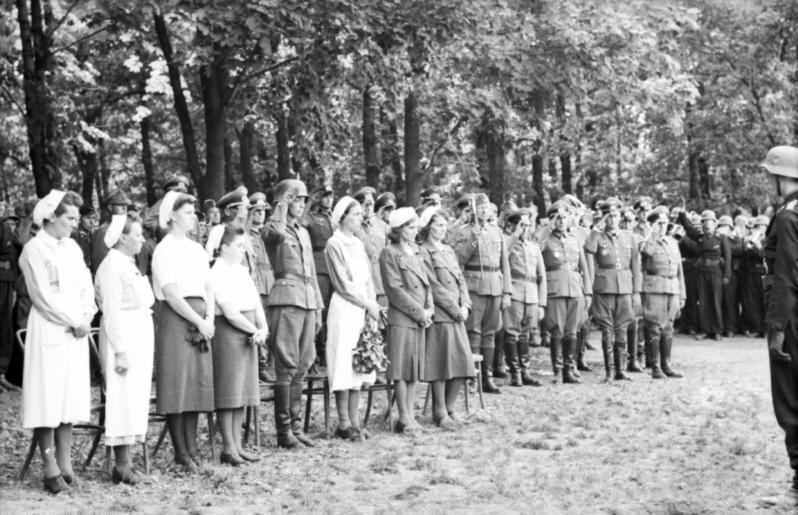
Begrafenis van Generalleutnant Hünersdorff, zijn echtgenote (met bloemenkrans) werkte als Rode Kruis zuster in Charkov.
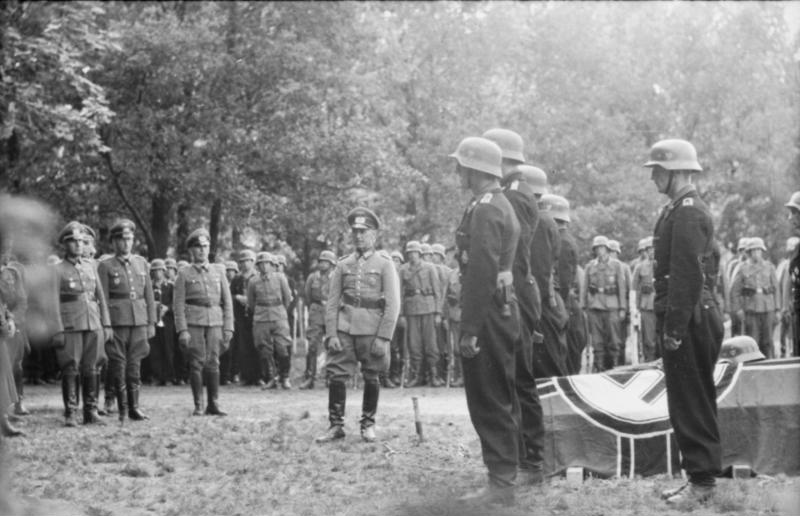
Erewacht naast de kist. Grafrede werd gegeven door Generaloberst Hermann Hoth.
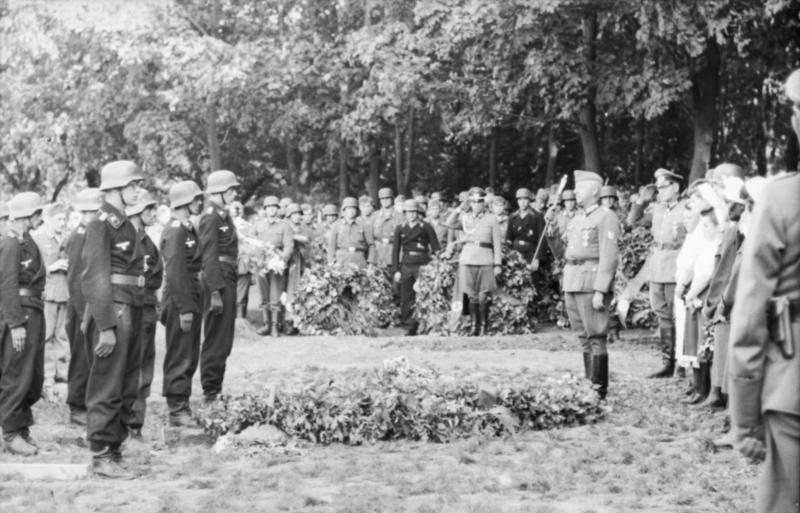
Generalfeldmarschall Erich von Manstein brengt een saluut met zijn maarschalkstaf aan het graf van Hünersdorff.

## Militaire carrière
- Generalleutnant: 10 augustus 1943 (terugwerkende kracht vanaf 1 juli) (Postuum)[5][6][7][8]
- Generalmajor: 1 mei 1943[5][6][7]
- Oberst I.G.: 1 juli 1941[5][6][7]
- Oberstleutnant: 1 juni 1938[5][6][7]
- Major: 1 april 1936[5][6][7]
- Rittmeister: 1 februari 1933[5][6][7]
- Oberleutnant: 31 juli 1925[5][6][7]
- Leutnant: 19 oktober 1916[5][6][7]
- Fähnrich: 5 mei 1916[5][7]
- Fahnenjunker: 9 augustus 1915[5][6][7]

Opmerking: de rang van Generalmajor is vergelijkbaar met die van een hedendaagse Brigadegeneraal (OF-6). Het Duitse leger kende tijdens de Tweede Wereldoorlog geen rang van Brigadegeneraal, waardoor de eerste generaalsrang een Generaal-majoor was. Het naoorlogse Duitse leger kent overigens wel volgens de NAVO schaal een Brigadegeneraal als eerste generaalsrang.

## Onderscheidingen
- Ridderkruis van het IJzeren Kruis met Eikenloof (nr.1382) op 14 juli 1943 als Generalmajor en Commandant van het 6e Pantserleger[5][6][7][8][9]
- Ridderkruis van het IJzeren Kruis (nr.259) op 22 december 1942 als Oberst en Commandant van het 11e Pantserregiment[5][6][7][9]
- Herhalingsgesp bij IJzeren Kruis 1939, 1e Klasse (27 mei 1940) en 2e Klasse (14 mei 1940)[5][8][9]
- IJzeren Kruis 1914, 1e Klasse en 2e Klasse[5]
- Duits Kruis in goud op 26 januari 1942 als Oberst en Chef van de Generalstab in Pantsergroep 3[5][6][8][9]
- Erekruis voor Frontstrijders in de Wereldoorlog[5][9] op 2 mei 1935[7]
- Panzerkampfabzeichen in zilver[5][9] in 1941[7]
- Medaille Winterschlacht im Osten 1941/42[5][9] op 3 september 1942[7]
- Dienstonderscheiding van Leger (25 dienstjaren)[5][9] op 2 oktober 1936[7]